# Bradikardija
Bradikardija je smanjanje broja otkucaja srca (srčane frekvencije) odraslog čovjeka na manje od 60 otkucaja u minuti. Fiziološki raspon srčane frekvencije odraslog čovjeka je od 60 do 90 otkucaja u minuti. Kod dojenčadi, bradikardija se definira kao frekvencija manja od 100 otkucaja srca u minuti (fiziološki raspon od 100-160 otkucaja u minuti).   
Bradikardija je najčešće bez simptoma dok frekvencija srce ne padne ispod 50 otkucaja minuta, iako kod treniranih zdravih sportaša može biti i manja od 50 otkucaja i bez simptoma (npr. profesionalni biciklist Miguel Indurain u mirovanju ima frekvenciju srca od 28 otkucaja u minuti). Simptomi bradikardija mogu biti omaglice, umor, slabost, palpitacije, nelagoda u prsima.  
Bradikardija može biti uzrokovana bolestima srca ili poremećajima koji ne zahvaćaju primarno srce, kao što su npr. endokrini poremećaji, poremećaji elektrolita.
|  | Molimo pročitajte upozorenje o korištenju medicinskih informacija. Ne provodite liječenje bez savjetovanja s liječnikom! |